# غريدي شابمان
غريدي شابمان (بالإنجليزية: Grady Chapman)‏ هو موسيقي ومغني أمريكي، ولد في 1 أكتوبر 1929 في غرينفيل في الولايات المتحدة، وتوفي في 4 يناير 2011 في لوس أنجلوس في الولايات المتحدة.

## وصلات خارجية
- غريدي شابمان على موقع ميوزك برينز (الإنجليزية)